# Arius leptonotacanthus
Arius leptonotacanthus är en fiskart som beskrevs av Bleeker, 1849. Arius leptonotacanthus ingår i släktet Arius och familjen Ariidae. Inga underarter finns listade i Catalogue of Life.